# Alanna Arrington
Alanna Arrington (Cedar Rapids, 18 novembre 1998) è una supermodella statunitense.

## Biografia
Figlia di Amy e Anthony Arrington, ha una sorella di nome Amyah. Ha frequentato la Washington High School di Cedar Rapids ed era nella loro squadra di basket.

## Carriera
È stata scoperta dagli agenti Jeff e Mary Clarke della Mother Model Management, a St Louis, nel Missouri. Successivamente firmò un contratto con la Next Model Management e iniziò a lavorare a Los Angeles prima di trasferirsi a New York per fare modelle di alta moda. Debuttò durante la collezioni prêt-à-porter autunno/inverno del 2016 aprendo lo spettacolo di Altuzarra, nella stessa stagione sfilò per molti brand, tra cui Chanel, Tommy Hilfiger, Louis Vuitton, Etro, Céline e Diane Von Furstenberg.
È apparsa in editoriali per riviste come Vogue, British Vogue, Vogue España, Vogue Russia, Teen Vogue, Harper's Bazaar,  Elle e molti altri. Dal 2016 al 2018 ha sfilato al Victoria's Secret Fashion Show.

## Campagne pubblicitarie
- ALDO Holiday (2018)
- Aldo Shoes P/E (2017)
- DKNY (2018)
- Express (2020)
- Express Holiday (2017)
- H&M Summer (2018)
- Mango Summer (2017)
- Pennyblack P/E (2022)
- Polo Red Rush Fragrance (2018)
- Target (2022)
- Simon Malls (2019)
- Stella McCartney P/E (2017)
- Victoria's Secret (2017)